# Kamianka (Sokołów)
Pour les articles homonymes, voir Kamianka.
Kamianka  [kaˈmjanka] est un village polonais de la gmina de Repki dans le powiat de Sokołów et dans la voïvodie de Mazovie, au centre-est de la Pologne.
Il est situé à environ 4 kilomètres au nord de Repki, 11 kilomètres à l'est de Sokołów Podlaski et à 98 kilomètres à l'est de Varsovie.